# 泽泉乡
泽泉乡，是中华人民共和国江西省九江市共青城市下辖的一个乡级行政区，2016年6月泽泉乡正式由原星子县划归共青城市管辖。

## 行政区划
泽泉乡下辖以下地区：
观音桥村、关帝庙村、泽泉村、花园村、长塘村和涂山村。